# Justino Fernández Mondoño
Justino Fernández Mondoño (Ciudad de México, 22 de junio de 1828-Ciudad de México, 19 de agosto de 1911) fue un profesor, jurista y político mexicano. Se desempeñó como el gobernador de Hidalgo desde 1873 hasta su destitución en 1876 por la Revolución de Tuxtepec, como secretario de Justicia e Instrucción Pública de 1901 a 1904 y como secretario de Justicia de 1904 a 1911, ambos durante el gobierno de Porfirio Díaz. 
Inició su vida política como diputado al Congreso Constituyente de 1856. Fue uno de los principales promotores de la creación del Estado de Hidalgo, de cual se convertiría en su segundo gobernador constitucional hasta su destitución. Ocupó un cargo como secretario de Estado en el gabinete de Porfirio Díaz desde 1901 hasta 1911. 

## Biografía

### Primeros años
Nació en la Ciudad de México el 22 de junio de 1828. Hijo del abogado Alonso Tomás Fernández Pérez y de María de los Dolores Mondoño y Fernández. 
Aunque nació en la Ciudad de México, creció en las haciendas de sus padres (Totoapa el Grande, Tepenacasco y Zupitlán) ubicadas en Acatlán y Tulancingo, actual Estado de Hidalgo. 
Su padre, Alonso Fernández, ejerció principalmente en el ámbito privado, sin embargo fue electo Prefecto político de Tulancingo, así como diputado local en el Congreso del Estado de México y federal en el Congreso de la Unión. Asimismo, fungió como Magistrado suplente de la Suprema Corte de Justicia de la Nación en dos ocasiones. Primero en 1841 y luego en 1861.
Su hermano mayor, José Fernández Mondoño, fue el primer edil de Tulancingo en 1869.

## Vida política
Siguió los pasos de su familia y en 1852 se graduó de la Academia de Jurisprudencia Teórico Práctica, siendo su tesis sobre actos jurídicos en países extranjeros. De talante liberal, apenas cinco años después, se convirtió en uno de los constituyentes más jóvenes de la Constitución de 1857. 

### Constituyente 1857
Fue elegido diputado del Congreso de la Unión desde 1855 y miembro de la Junta de Notables como representante de México al promulgarse la Constitución de 1857.
Fue brevemente Regidor del Ayuntamiento de México en 1857, destituido ese mismo año a raíz del golpe de Estado conservador que desconoció la Constitución de 1857 y dejó al país con dos presidencias de facto, una conservadora, bajo Félix María Zuloaga, y otra liberal, bajo Benito Juárez. Esto conllevaría al inicio de la Guerra de Reforma.
Fiel a sus convicciones liberales, se retiró de la esfera política hasta el fin de la Guerra de Reforma en 1860. Fue restituido, interinamente, como Regidor del Ayuntamiento de México en 1861.

### Segundo Imperio Mexicano
En noviembre de 1861, junto con José Luis Revilla y Alejandro Garrido, comienza las primeras gestiones para erigir el Estado de Hidalgo con los Distritos de Tula, Tulancingo, Huejutla, Teotihuacán y Texcoco, pertenecientes al Estado de México. Dirigieron una carta circular a los vecinos de dichos distritos para oír su opinión y dar forma a la idea. Sin embargo, las gestiones llegaron a su fin con la intervención francesa en México.
Entre 1862 y 1867, nuevamente se retiró de la política en protesta del Segundo Imperio Mexicano. Al término de este en 1867, y con la restitución de Benito Juárez en la presidencia, Fue elegido diputado federal y ministro de la Suprema Corte de Justicia en ese mismo año. 
En 1867 se dio un segundo intento para la creación del Estado de Hidalgo. Este intento dio frutos y el 17 de marzo de 1868 en sesión del Congreso de la Unión aprobó crear el estado de Hidalgo con los distritos de Actopan, Apan, Huejutla, Huichapan, Huascazaloya, Ixmiquilpan, Tula, Pachuca, Tulancingo, Zacualtipán y Zimapán. 

### Gobernador del Estado de Hidalgo
Desempeñó el cargo de Secretario de Gobierno del Estado de Hidalgo de 1871 a 1873 bajo el gobernador Antonio Tagle.
El 1 de abril de 1873 fue elegido gobernador del estado de Hidalgo, cargo que desempeñó hasta el 5 de noviembre de 1876, cuando fue destituido durante la Revolución de Tuxtepec.
Convencido de que la única forma de garantizar el crecimiento del joven estado era la educación de sus jóvenes, Se estableció en Pachuca los primeros colegios privados (uno protestante y otro católico) y optimizó la infraestructura escolar, con la finalidad de proporcionar los adelantos más modernos a la juventud, que serían los principales encargados de contribuir al progreso del estado.
Durante su administración se mejoraron los caminos a Tulancingo y Actopan, y puso en funcionamiento la comunicación telegráfica entre Pachuca, Actopan, Ixmiquilpan, Zimapán y Jacala.
También logró importantes avances en la reducción de la criminalidad del estado, adquiriendo un gran número de armas y municiones para mejorar los cuerpos militares.
La Revolución de Tuxtepec dio fin a su gobierno. El general Rafael Cravioto, por órdenes de Porfirio Díaz, lo obligó a dimitir el 5 de noviembre de 1876.

### Director de la Escuela Nacional de Jurisprudencia
Después de su renuncia al gobierno del Estado de Hidalgo, volvió a la práctica privada como abogado. Al mismo tiempo, se desempeñó como diputado federal de 1881 a 1885. A mediados de su gestión como diputado, en 1884, fue motivo de elogios por parte de la prensa liberal cuando confrontó al jefe de la policía que irrumpió en la Cámara de Diputados con el fin de arrestar a estudiantes disidentes que ahí se refugiaban: «¡El recinto del poder legislativo de la República convertido en oficina de policía!...¡Aquí solo entran los diputados! ¡Fuera!». El periódico El Tiempo, destacó que el exabrupto sorprendió hasta a sus mismos compañeros diputados, siendo bien conocido el carácter tenue y dignificado de Justino Fernández Mondoño.
Porfirio Díaz le reconoció las aptitudes, que en 1884 se había convertido en su tío político, al contraer matrimonio con Carmen Romero Rubio y Castelló, sobrina política de Fernández Mondoño. Específicamente, Díaz notó su trayectoria y posiciones en el ámbito de la educación, y en 1885, fue designado director de la Escuela Nacional de Jurisprudencia, cargo que desempeñó hasta el 14 de agosto de 1901.

### Gabinete del presidente Porfirio Díaz
El 18 de abril de 1901, a sus 73 años, fue designado ministro de Justicia e Instrucción Pública, nombrando a Justo Sierra Méndez como subsecretario de Instrucción Pública. El nombramiento sorprendió a muchos a causa de su considerable edad y, sin negar su importante trayectoria, el lazo familiar que lo unía con el presidente Díaz. Sin embargo, el nombramiento resultó beneficioso para los otros integrantes del Gabinete de Porfirio Díaz, pues representó ideologías moderadas que eran aceptables para Los Científicos, y no objetadas por los miembros más liberales del gabinete.
Durante su gestión en las secretarías, se convirtió en un cercando consejero del presidente Díaz. Esto no molestó a los otros secretarios de estado; por el contrario, su edad previno cualquier ambición política futura de su parte, y al no pertenecer propiamente a ningún bando de las distintas facciones del gabinete, actuó en varias ocasiones como intermediario entre el presidente y los otros secretarios.
Si bien mantuvo relaciones cordiales con la mayoría del gabinete presidencial, no fue siempre así con su subsecretario Justo Sierra. De ideas y caracteres diferentes, Sierra se sentía constantemente frustrado respecto al carácter necio de Fernández Mondoño, que no siempre apoyaba sus ideas progresistas, y en ocasiones tuvo que recurrir al Secretario de Hacienda, José Yves Limantour, amigo de ambos, para que apoyara sus causas.
En 1905, la secretaría se convirtió en dos, manteniéndose frente a la Secretaría de Justicia y Justo Sierra frente al Ministerio de Instrucción Pública y Bellas Artes (la actual Secretaría de Educación Pública).
El 27 de marzo de 1911, ante la inminente revolución, fue el primer miembro del gabinete presidencial de Porfirio Díaz en renunciar a su cargo, aunque por motivos de salud.
Murió a los 83 años de un infarto, apenas cinco meses después de abandonar su cargo, el 19 de agosto de 1911, en la Ciudad de México, siendo el primer secretario del último gabinete de Porfirio Díaz en morir, así como el último diputado constituyente de la Constitución de 1857.

## Vida personal
Fue el segundo de nueve hermanos; contrajo matrimonio con Francisca Castelló y Rivas (1841-1888), en 1868. Juntos tuvieron ocho hijos que sobrevivieron la niñez: Alonso, Justino, Adela, Francisco, Luis, José Manuel, Enrique y Alfredo. 
Años después de la muerte de Francisca Castelló de Fernández en 1888, contrajo segundas nupcias con Sergia García (1871-1949), con la que tuvo cuatro hijos que sobrevivieron la niñez: Guillermo, Leonor, Jesús y Justino Fernández García, famoso esteta y académico mexicano. 